# Giorgio Francia
Giorgio Francia (San Giorgio di Piano, 8 novembre 1947) è un ex pilota automobilistico italiano.

## Carriera

### Gli inizi tra formule minori e categorie sport
Iniziò l'attività agonistica a metà degli anni 60 nei kart, per passare poi nel 1967 alle monoposto di Formula 875, il più comune Trofeo Cadetti.
Nel 1972 si aggiudicò il primo campionato di Formula Italia e giunse secondo assoluto nel Trofeo di Formula Ford. L'anno seguente passò a condurre una Brabham BT41 ricevuta in dote dalla CSAI per la vittoria nella Formula Italia, disputando tutta la stagione con alterna fortuna. Nel 1974 cambiò vettura dotandosi di una March 743 motorizzata Toyota con i colori della scuderia Mirabella di Brescia e lo sponsor CAR del vulcanico Vittorio Palazzani, e si gettò nella mischia della F3 tedesca: Francia vinse il campionato a mani basse, battagliando con tanti giovani avversari che ben presto calcheranno le scene della Formula 1.
Nel 1975 passò in Formula 2 al volante dell'Osella FA2 motorizzata BMW con cui ottenne buoni risultati. L'anno seguente ripeté l'esperienza con la versione evoluta della vettura torinese, ma un grave incidente accaduto a metà stagione sul circuito di Rouen-Les Essarts lo tenne fermo per qualche fine settimana; al rientro salì su una Chevron B35 e chiuse la stagione senza grossi scossoni.
Nel 1977 venne assunto in Autodelta quale collaudatore ufficiale e, in coppia con Spartaco Dini, prese parte a tre prove del Mondiale Marche sull'Alfa Romeo 33 TT/12. Contestualmente corse ancora con Osella, ma questa volta al volante delle sport prototipo realizzate a Volpiano, cogliendo numerose vittorie. Nel 1980 si aggiudicò il Campionato Italiano Prototipi.

### Formula 1 e gli anni in Alfa Romeo

Francia su Brabham BT45B nelle prove del Gran Premio d'Italia 1977

L'esordio nel Campionato mondiale di Formula 1 avvenne su una Brabham al Gran Premio d'Italia 1977. In quel caso la scuderia britannica decise di schierare una terza monoposto, una Brabham BT45B motorizzata Alfa Romeo, per il pilota italiano: a Francia venne concesso di provare, al venerdì, per soli 4 giri, mentre al sabato il team preferì salvaguardare la vettura quale muletto per Hans-Joachim Stuck.
Per il Gran Premio del Belgio 1981 l'Osella decise di sostituire l'infortunato Miguel Ángel Guerra con Francia; la FISA però negò la Superlicenza al pilota; la scuderia piemontese lo sostituì con l'esordiente Piercarlo Ghinzani, pilota con una certa esperienza nel Campionato del mondo sportprototipi. Nel Gran Premio di Spagna dello stesso anno Francia, ottenuta nel frattempo la Superlicenza, sostituì a sua volta Ghinzani; tuttavia non riuscì a qualificarsi. Non venne confermato dalla gara seguente.
Continuò a gareggiare con le vetture sport e turismo fino alla fine degli anni 90, con l'Alfa Romeo, sia nel Campionato Italiano Superturismo che nel DTM; in precedenza aveva guidato anche dei prototipi Osella in gare di durata tra gli anni 70 e 80.

## Risultati completi in Formula 1
| 1977 | Scuderia                    | Vettura |  |  |  |  |  |  |  |  |  |  |  |  |  |    |  |  |  | Punti | Pos. |
| ---- | --------------------------- | ------- |  |  |  |  |  |  |  |  |  |  |  |  |  | -- |  |  |  | ----- | ---- |
| 1977 | Martini Racing Team Brabham | BT45B   |  |  |  |  |  |  |  |  |  |  |  |  |  | NQ |  |  |  | 0     |      |

| 1981 | Scuderia             | Vettura |  |  |  |  |  |  |    |  |  |  |  |  |  |  |  |  |  | Punti | Pos. |
| ---- | -------------------- | ------- |  |  |  |  |  |  | -- |  |  |  |  |  |  |  |  |  |  | ----- | ---- |
| 1981 | Osella Squadra Corse | FA1B    |  |  |  |  |  |  | NQ |  |  |  |  |  |  |  |  |  |  | 0     |      |

| Legenda | 1º posto     | 2º posto | 3º posto    | A punti         | Senza punti/Non class.  | Grassetto – Pole position Corsivo – Giro più veloce |
| Legenda | Squalificato | Ritirato | Non partito | Non qualificato | Solo prove/Terzo pilota | Grassetto – Pole position Corsivo – Giro più veloce |